# Biographical Directory of the United States Congress
De Biographical Directory of the United States Congress is een biografisch woordenboek dat de biografieën van leden uit het historische en huidige Amerikaans Congres bevat. Het kent zowel een papieren als een online vorm.

## Geschiedenis
De eerste publicatie verscheen in 1859. Redactie gebeurt door de Senate Historical Office en het Legislative Resource Center of the House of Representatives.
In 1989 verscheen Biographical Directory of the United States Congress 1774-1989: Bicentennial Edition, dat 2108 pagina's telde. In het voorwoord werd aangegeven dat in eerdere versies op basis van 'family legends and personal recollections' dubieuze informatie was toegevoegd. Het bleef dus noodzakelijk informatie te verifiëren en bij te werken. Bij deze versie werden evenwel de lemma's van nog in leven zijnde personen ook nog door henzelf gecontroleerd, waarbij niet duidelijk is in hoeverre en op welke manier dat nog voor wijzigingen zorgde. Het doel was: 'promote a richer understanding of the contribution that the men and women of the Congress have made over the 200 years of national growth, challenge, and change'.

## Inhoud en gebruik
Behalve beknopte biografische en bibliografische informatie wordt onder de sectie 'Research Collections' ook verwezen naar een selectie van beschikbare primaire bronnen over de betreffende persoon. Verder kan de bezoeker onder meer filteren op politieke partij.